# 박정희 (1973년)
박정희(朴正熹, 1973년 1월 10일, 충청북도 진천군 문백면 ~ )는 대한민국의 제9대 충청북도 청원군의원이자, 제1·2·3대 충청북도 통합 청주시의원이다.

## 학력
- 문백국민학교 47회 졸업
- 오창중학교 33회 졸업
- 운호고등학교 22회 졸업
- 1992.03 ~ 홍익대학교 과학기술대학 무기재료공학과 졸업

## 경력
- 오창읍 기업인협의회 사무국장
- 청주시 흥덕구 리틀야구단 단장
- 충북 생활체육야구연합회 부회장
- 민주평화통일자문회의 청주시협의회 간사
- 청주시·청원군 라이온스클럽 초대 회장
- 2010.07 ~ 2014.06 제9대 충청북도 청원군의회 의원
- 2010.07 ~ 2011.04 제9대 충청북도 청원군의회 전반기 운영위원회 간사
- 2010.07 ~ 2012.07 제9대 충청북도 청원군의회 전반기 기획행정위원회 위원
- 2010.07 ~ 2012.07 제9대 충청북도 청원군의회 전반기 예산결산특별위원회 부위원장
- 2011.04 ~ 2012.07 제9대 충청북도 청원군의회 전반기 운영위원회 부위원장
- 2012.07 ~ 2014.06 제9대 충청북도 청원군의회 후반기 기획행정위원회 위원장
- 새누리당 충북도당 청년위원장
- 2014.07 ~ 2018.06 제1대 충청북도 청주시의회 의원
- 2014.07 ~ 2016.07 제1대 충청북도 청주시의회 전반기 복지문화위원회 위원
- 2014.07 ~ 2016.07 제1대 충청북도 청주시의회 전반기 예산결산특별위원회 위원
- 2016.07 ~ 2018.06 제1대 충청북도 청주시의회 후반기 행정문화위원회 위원장
- 2018.07 ~ 2020.07 제2대 충청북도 청주시의회 전반기 행정문화위원회 위원
- 2018.07 ~ 2020.02 제2대 충청북도 청주시의회 전반기 자유한국당 원내대표
- 2018.07 ~ 2019.11 제2대 충청북도 청주시의회 KTX세종역신설반대특별위원회 위원
- 2020.02 ~ 2020.07 제2대 충청북도 청주시의회 전반기 미래통합당 원내대표
- 2020.07 ~ 2022.06 제2대 충청북도 청주시의회 후반기 부의장
- 2020.07 ~ 2022.06 제2대 충청북도 청주시의회 후반기 도시건설위원회 위원
- 2020.07 ~ 2022.06 제2대 충청북도 청주시의회 후반기 예산결산특별위원회 위원
- 2021.02 ~ 2021.05 제2대 충청북도 청주시의회 기후위기대응과온실가스감축을위한탄소중립ㆍ그린뉴딜특별위원회 위원
- 청원경찰서 자치경찰 치안협의체 위원
- 대한노인회 청원·흥덕지회 자문위원
- 민주평화통일자문회의 청주시협의회 자문위원
- 충북골프협회 부회장
- 양청고등학교 운영위원장
- 충북 라이온스클럽 1지역·4지대 위원장
- 2022.07 ~ 2023.10 제3대 충청북도 청주시의회 의원
- 2022.07 ~ 2023.10 제3대 충청북도 청주시의회 전반기 농업정책위원회 위원

## 수상
- 2015 민주평화통일자문회의 유공 대통령 표창

## 공직선거법 위반
- 2023년 10월 26일 '선거구민에 음식 제공' 박정희 청주시의원 의원직 상실

## 역대 선거 결과
|  | 17.93% |

|  | 20.36% |

|  | 21.43% |

|  | 25.65% |